# Eket (Nigéria)
Eket é uma cidade do estado de Akwa Ibom, na Nigéria. Sua população é estimada em 30.331 habitantes.